# دار صادر
دار صادر هي دار نشر لبنانية تأسست في العام 1863 على يد إبراهيم صادر، الذي أسس أيضًا «المكتبة العمومية» التي تُعَد من أقدم المكتبات العربية.

## التسمية
تغير اسم هذه المكتبة إلى «مكتبة صادر» في العام 1907 من طرف ابن إبراهيم صادر وهو ابن سليم صادر مؤسس دار صادر للنشر، ثم عُرفت باسم «دار صادر» في عهد حفيده أنطوان.

## لمحة تاريخية عن دار صادر
تميز لبنان مع نهايات القرن الثامن عشر والنصف الأول من القرن التاسع عشر الماضي بنهضة أدبية وثقافية واسعة بدأت مع أواخر الوجود العثماني والانتداب الفرنسي، وقد ظهر في تلك الحقبة المئات من الأدباء والشعراء والعلماء والفلاسفة والمفكرين؛ جلهم من بلاد الشام من بينها لبنان، ومن أبرز هؤلاء جبران خليل جبران وأمين الريحاني وتوفيق يوسف عواد وغيرهم.
وبالموازاة مع ذلك عرف لبنان طفرة في دور النشر والتوزيع والمطابع والمكتبات والخزانات.. ساهمت في خلق حركية ثقافية مهمة في منطقة المينا والدول الناطقة بالعربية.
وتعتبر دار صادر من دور النشر والطبع والتوزيع القديمة في لبنان، ووفقا لما ذكره جوزف نصر الله في كتاب «المطبعة في لبنان»، اشترى ابرهيم صادر «مطبعة حنا نجار عام 1881»، وشرع بطباعة الكتب المتنوعة. وفي العام 1890، أنشأ «المطبعة العلمية» بإدارة ابنه يوسف، ودخلت «المكتبة العمومية» في طور جديد مع بروز هذه المؤسسة.
في عام 1893، نقل ابرهيم صلاحيته إلى ولديه سليم ويوسف، بموجب عقد ينص على أن المكتبة العمومية والمطبعة العلمية تشكلان معا شركة واحدة، مررت مررت ملكيتهما والتصرف فيهما للوريثان. وبمقتضى هذه الوثيقة، كان سليم مخولاً بالتوقيع باسم المكتبة وأخوه يوسف باسم المطبعة".
دامت هذه الشراكة إلى أن قرر الشريكان وضع حد لها في العام 1907، و"أخذت كل من المكتبة والمطبعة العلمية تسلك مساراً مستقلاً عن بعضهما، مع الحفاظ على رابط التعاون.
وهكذا تولدت عند أبناء إبراهيم صادر المشروع الثقافي من خلال مؤسستين متوازيتين يعملان بشكل مستقل عن بعضهما: فمن جهة هناك إدارة المكتبة التي يديرها سليم، ومن جهة ثانية إدارة المطبعة التي تولى شؤونها يوسف.
تزوج يوسف من شقيقة الأديب ألبرت ريحاني، ونشر سلسلة من المؤلفات الأدبية بالتعاون مع عائلة قرينته، وشرع في إصدار «المجلة القضائية» في العام 1921، وتخصص بنشر الكتب القانونية، وكان من الشخصيات اللبنانية التي فكرت في إثراء الخزانة اللبنانية من الإنتاج القانوني ونهضة القانون ورقيّه في لبنان.
وبذلك تكون مؤسسة صادر التي تعود جذور تأسيسها إلى سنة 1863 قد ساهمت في إغناء وإثراء الخزانة اللبنانية والخزانة العربية والدفع بالإنتاج الفكري والعلمي والأدبي قي منطقتي الشرق الأوسط وشمال إفريقيا.

## وصلات خارجية
- مقالة صحفية تحت عنوان: هل مازال لبنان مطبعة العرب؟